# From Spirits and Ghosts (Score for a Dark Christmas)
From Spirits and Ghosts (Score for a Dark Christmas) (с англ. — «От Духов и Призраков (Партитура Тёмного Рождества)») — второй классический и рождественский альбом, седьмой студийный альбом, выпущенный финской исполнительницей Тарьей Турунен.
22 сентября 2017 earMUSIC выпустила видеоанонс альбома. Видеоклип на песню «O Come, O Come, Emmanuel» был выпущен 6 октября.
Также вместе с альбомом была выпущена первая графическая новелла Тарьи Туренен From Spirits and Ghosts (Novel for a Dark Christmas). 40-страничная новелла повествует о мире темного Рождества, сопровождающаяся иллюстрациями Конора Бойла. «Новелла темного Рождества» вращается вокруг двух персонажей Тарьи, темного и светлого, которые объединяют одинокие души во время праздничного сезона.
Альбом был высоко оценен критиками и фанатами, которые отметили темный поворот Турунен, достигнутый в альбоме и сочетание разных языков; однако критики отметили, что альбом будет в значительной степени забыт после рождественских каникул.

## История
Альбом включает в себя 11 классических рождественских композиций в сочетании с влиянием темной готической музыкой. Используется звучание большого оркестра в таких традиционных песнях как «O Tannenbaum», «We Wish You a Merry Christmas» и «Feliz Navidad» включительно. Помимо классических Рождественский гимнов, «From Spirits and Ghosts» также включает в себя 12-й трек, оригинальный трек «Together». Эта песня продолжает темное звучание альбома и воплощает тему призраков и мистики повсюду.
8 декабря Тарья выпустила вторую «благотворительную» версию песни «Feliz Navidad» как способ помочь собрать средства для Барбуды, острова, сильно пострадавшего от урагана Ирма. Трек включает в себя вокал приглашенных исполнителей: Доро Пеш, Майкл Монро, Тони Какко (Sonata Arctica), Элиз Рюд (Amaranthe), Марко Сааресто (Poets of the Fall), Тимо Котипелто (Stratovarius), Симон Симонс (Epica), Кристина Сабия (Lacuna Coil), Джо Линн Тёрнер (Rainbow, Deep Purple), Флор Янсен (Nightwish), Ханси Кюрш (Blind Guardian) и Шарон Ден Адель (Within Temptation).

## Список композиций
| №                   | Название                                          | Автор(ы)                              | Длительность |
| ------------------- | ------------------------------------------------- | ------------------------------------- | ------------ |
| 1.                  | «O Come, O Come, Emmanuel»                        | John Mason Neale                      | 4:56         |
| 2.                  | «Together»                                        | Tarja Turunen                         | 3:21         |
| 3.                  | «We Three Kings»                                  | John Henry Hopkins Jr.                | 3:54         |
| 4.                  | «Deck the Halls» (featuring Naomi Cabuli Turunen) | Thomas Oliphant John Thomas Talhaiarn | 2:44         |
| 5.                  | «Pie Jesu»                                        | Andrew Lloyd Webber                   | 3:28         |
| 6.                  | «Amazing Grace»                                   | John Newton                           | 4:42         |
| 7.                  | «O Tannenbaum»                                    | Ernst Anschütz Melchior Franck        | 3:37         |
| 8.                  | «Have Yourself a Merry Little Christmas»          | Hugh Martin Ralph Blane               | 3:40         |
| 9.                  | «God Rest Ye Merry Gentlemen»                     |                                       | 4:13         |
| 10.                 | «Feliz Navidad»                                   | José Feliciano                        | 5:48         |
| 11.                 | «What Child Is This»                              | William Chatterton Dix                | 4:55         |
| 12.                 | «We Wish You a Merry Christmas»                   |                                       | 4:07         |
| Общая длительность: | Общая длительность:                               | Общая длительность:                   | 49:25        |

| №                   | Название                                                      | Длительность |
| ------------------- | ------------------------------------------------------------- | ------------ |
| 13.                 | «Sublime Gracia»                                              | 4:44         |
| 14.                 | «Ô viens, Ô viens, Emmanuel»                                  | 4:59         |
| 15.                 | «O Christmas Tree»                                            | 3:39         |
| 16.                 | «Feliz Navidad (Barbuda Relief and Recovery Charity Version)» | 6:36         |
| Общая длительность: | Общая длительность:                                           | 62:47        |

## Участники записи
- Тарья Турунен — вокал, клавишные и фортепьяно
- Наоми Эрика Алексия Кабули Турунен — ведущий вокал в композиции «Deck the Halls»
- Питер Грегсон — виолончель
- Джим Дули — клавишные, фортепьяно, оркестровые и хоровые аранжировки